# RBS TV Erechim
A RBS TV Erechim é uma emissora de televisão brasileira com sede em Erechim, Rio Grande do Sul. Opera nos canais 2 VHF e 33 UHF digital. É uma das redes de transmissão regionais da RBS TV, que tem a central localizada em Porto Alegre. Atualmente o telejornalismo da RBS TV Erechim compõe a rede da RBS TV Passo Fundo, que transmite os blocos regionais do Jornal do Almoço, a partir da cidade de Passo Fundo, para os 220 municípios das regiões de Cruz Alta, Erechim, Passo Fundo e Santa Rosa.

## Programação
Atualmente o telejornalismo da RBS TV Erechim compõe a rede da RBS TV Passo Fundo que transmite os blocos regionais do Jornal do Almoço para os 220 municípios das regiões de Cruz Alta, Erechim, Passo Fundo, e
Santa Rosa.O restante da programação é composto pelos programas gerados pela RBS TV Porto Alegre e pelos programas da Rede Globo.

## Equipe
A equipe é composta pelas jornalistas Nádia Strate e Maria Eduarda Ely.

## Sinal digital
| Canal virtual | Canal digital | Resolução de tela | Programação                                     |
| ------------- | ------------- | ----------------- | ----------------------------------------------- |
| 2.1           | 33 UHF        | 1080i             | Programação principal da RBS TV Erechim / Globo |

Transição para o sinal digital
Com base no decreto federal de transição das emissoras de TV brasileiras do sinal analógico para o digital, a RBS TV Erechim, bem como as outras emissoras de Erechim, irá cessar suas transmissões pelo canal 2 VHF em 31 de dezembro de 2023, seguindo o cronograma oficial da ANATEL.